# Tsera
Tsera ou Cera (en macédonien Цера) est un village de l'est de la Macédoine du Nord, situé dans la municipalité de Makedonska Kamenitsa. Le village comptait 379 habitants en 2002.

## Démographie
Lors du recensement de 2002, le village comptait :
- Macédoniens : 379